# I-Net TV Digital
T-Vinet es un canal de televisión abierta chileno de carácter regional, originario de la Región de Los Lagos, con sedes en Puerto Montt y Osorno, además de una antigua señal local en Valdivia. Sus estudios y oficinas se encuentran ubicadas tanto en Puerto Montt, como en Osorno.

## Historia
Originalmente el canal nace en 1998 como TVO (Televisión Osorno) siendo canal exclusivo de VTR Cablexpress en el canal 3 fundado por Oscar Herrera, oficial de cantón de reclutamiento. Bajo su cargo TVO, creó políticas de venta publicitaria. Contrató vendedores comisionistas e intento involucrar al máximo de gente en un proyecto de televisión para Osorno. El salto del cable a la señal abierta se logra en 2002 al ganar la licitación de la frecuencia 2 VHF de Osorno, aunque sus transmisiones eran débiles por aire.
En 2005 el canal se vende a Carrasco Créditos, dueña de Radio La Palabra, transformando la señal a Imagen Televisión que duró solo 3 años y medio siendo vendido al ingeniero en sonido Miguel Ángel Montalva Fernández en 2009, transformando la señal en I-Net Televisión.
I-Net TV Digital, realizó sus primeras emisiones con la transición de Imagen TV en marzo del 2009, fecha en que se trasladan sus equipos de transmisión de Pasaje Vásquez al edificio Kauak en calle Bernardo O'Higgins entre los días sábado y domingo. Entre marzo y mayo entregaba aun programación desde Osorno, mientras en Puerto Montt sus transmisiones se encontraban en marcha blanca. En mayo el noticiero que aún se realizaba desde Osorno, comenzó sus contactos de prensa con Puerto Montt. En mayo de manera oficial comenzaron las transmisiones conjuntas entre Osorno y Puerto Montt emitiendo programación entre las 2 ciudades.
A mediados de 2009, I-Net logra a través de Telsur y su servicio de televisión Wi-TV, incorporar su señal que se emite desde Concepción hasta Chiloé y a distintos puntos del sur del país que abarca el servicio de televisión inalámbrica de Telefónica del Sur.
Durante 2010, I-Net TV Digital, desarrolló durante el verano el programa El Muelle, con visitas a distintos puntos de Puerto Montt, Osorno y Valdivia. Luego de finalizado su ciclo, la producción propia del canal baja, quedando sólo el noticiero en 3 ediciones realizado en Osorno. Su programación era complementada por espacios como Visión Sport, Novasur, I-Noticias y videoclips. Con el paso del tiempo, retoma la realización de programas desde Osorno y tocando temas de la ciudad y de la región.
En agosto de 2010, I-Net, junto a otros canales regionales de Concepción y Temuco comenzó sus emisiones para la capital nacional, Santiago, mediante GTD Manquehue, dueña de Telefónica del Sur y que a través de Wi-TV llega a las comunas en Lo Barnechea, Santiago Centro, Providencia, Las Condes, Vitacura, La Reina, Ñuñoa, Huechuraba, La Florida, Colina y Quilicura.
Luego de finalizado el ciclo de un programa mundialero, la producción propia de I-Net baja de nuevo quedando sólo las noticias y el programa femenino Nosotras cambia de nombre a Visión Femenina manteniendo el formato anterior. Además de la emisión de estos espacios es continuada con repeticiones y emisiones de espacios envasados nacionalmente.
En abril de 2012, se inician las transmisiones propias de I-Net en la ciudad de Valdivia por el canal 6, con noticias de la zona y la programación regional del canal. Señal que no emite actualmente, al no estar autorizado por la Subtel.
Durante 2012, I-Net se cambia de edificio pasando al nuevo edificio Osorno Bicentenario en el piso 16.
A comienzos del 2013, el canal inicia sus transmisiones continuadas, 24 horas al día.
En 2014 I-Net transmite de manera conjunta con radio Sago de Osorno, el espacio matinal "Primera Hora", desde el locutorio central de la misma radio.
En 2015, lanzaron a la pantalla, el programa Hoy de que Hablamos, una especie de late show realizado por Canal 5 de Puerto Montt. Además del programa de música pop coreana (K-pop) llamado'SKPop. Este programa de videos musicales realizado en Valdivia es transmitido en HD, cuyas caras visibles son Natalia Jaramillo y Consuelo Barría, siendo dirigido por María Consuelo Montalva Retamal.
El 2017 el canal mantuvo por meses sin producción propia, salvo el noticiero local como Portavoz Noticias de Arcatel mezclado con programación importada. I-Net una vez más se cambia de domicilio en Osorno retornando al edificio Kauak.

## Transmisión en alta definición
Desde principios de octubre de 2013, I-Net TV inició su señal experimental en HDTV por la frecuencia 25 UHF en Osorno que abarca toda la comuna. Las emisiones se realizaron desde la cima del edificio Osorno Bicentenario. Las transmisiones en la ciudad de Osorno se llevaron a cabo desde el 21 de diciembre de 2013 durante un período de 6 meses, finalizando a mediados de junio de 2014.
Desde mediados de julio de 2014, I-Net TV inició transmisiones para Puerto Montt y Puerto Varas de manera experimental por el canal 25 UHF.
El 30 de julio de 2015, I-Net TV reanudó sus transmisiones en Alta Definición en la comuna de Osorno por la frecuencia 25 UHF, la cual se ve su señal central en el canal virtual 25.1. Esta señal en 2017 pasó a ser de carácter definitivo y no experimental, y actualmente solo emite por esta tras el apagón analógico del canal.
En 2019 se incorporó la señal de T-Vinet a los dispositivos móviles en su señal móvil (One-Seg) por el 25.21

## Últimos años
En los últimos años la programación de I-Net estaba muy alicaída con muy pocos programas propios y rellenando con documentales, videoclips y envasados de RT y la Deutsche Welle, junto al noticiero I-Noticias, se anunció la incorporación en la administración y como socio el periodista Juan Osvaldo Mora Herrera, quien además es propietario del canal de cable Vértice TV en Puerto Montt.
Mora maneja el 50% de la propiedad de I-Net con la intención de potenciar el Área de Prensa con noticias de Osorno, Puerto Montt y Chiloé con pluralismo y apertura total y potenciar en su programación, el tema turístico en la zona, espacios deportivos y políticos e identificar a I-Net como el canal de Osorno.
Junto con esto se modifica el nombre y el logo del canal como T-VINet, "reciclando" el logo anterior.
Sin embargo la sociedad con Juan Osvaldo Mora Herrera llegaría a su fin en abril de 2020 volviendo Miguel Ángel Montalva a la dirección del canal y aumentando los programas propios y adaptando las entrevistas acorde a los cuidados de la pandemia.[cita requerida]
El 5 de junio de 2021 el canal sufrió un gran golpe con la muerte de Miguel Ángel Montalva en un accidente carretero en el acceso norte a Valdivia (Ruta 202), tras su partida sus familiares mantiene el control de la señal.